# 过街式塔

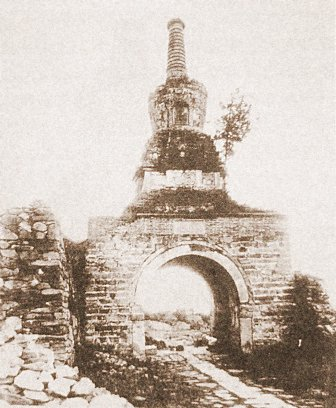
法海寺过街塔

过街式塔过街塔不与佛寺建在一起，而是建在街道中间独立存在。过街式塔属于藏传佛塔的体系，台上多建覆钵式塔，数量为一、三、五座，也有金刚宝座式的过街塔。基座上的门洞也有一门、三门，门洞壁上刻有佛像或经文，使过往的行人得以顶戴礼佛。
这种建筑形式盛行于元代，是藏传佛教里常见的一种建塔方式。据说这与蒙古族原居住地开阔，民族无定居点，为了让流动中的人能看塔他们崇拜的佛塔，故在交通要道上建造过街式塔。元统一全国后，把这种塔带入中原，但数量远少于蒙古族与西北少数民族集中的地区。由于过街塔通常建在人们行走很多的道路上，与后来的道路建设相冲突，很多过街式塔在道路建设中被拆除，所以保存至今的过街式塔很少。
北京的居庸关过街塔是中国现存的最大的过街式塔，现只存塔座，上面的三座喇嘛塔毁于地震。